# 叉刺角水蚤
叉刺角水蚤（学名：Pontella chierchiae）为角水蚤科角水蚤屬下的一个种。